# National Intelligence Service (Südkorea)
Der National Intelligence Service (Koreanisch: 대한민국 국가정보원, abgekürzt: 국정원, NIS) ist der südkoreanische Nachrichtendienst. Der amtierende Direktor ist Park Jie-won.

## Geschichte
Der NIS ist aus der KCIA (Korean Central Intelligence Agency, 중앙정보부), deren Gründung 1961 vom Vorsitzenden des Obersten Rats für Nationalen Wiederaufbau, Generalmajor Park Chung-hee, veranlasst wurde, hervorgegangen. 1979 beendete der Chef der KCIA, Kim Jae-gyu, die Diktatur von Park Chung-hee durch dessen Ermordung. Kurz danach riss jedoch Generalmajor Chun Doo-hwan durch einen Putsch die Macht an sich und führte eine „Säuberung“ innerhalb der Organisation durch, außerdem wurde 1981 die KCIA in ANSP (Agentur für Nationale Sicherheitsplanung, 국가안전기획부) umbenannt. 1999 erhielt der Nachrichtendienst unter Präsident Kim Dae-jung den heutigen Namen.
Bei der Präsidentschaftswahl in Südkorea 2012 ließ der Leiter des Nachrichtendienstes Won Sei-hoon seine Behörde, ähnlich wie die Militärs und die Polizeibehörde auch, zugunsten von Park Geun-hye ins Geschehen eingreifen und führte eine Kampagne gegen Moon Jae-in, der die Wahl dann knapp verlor. Aufgrund des Ausmaßes sicherheitsbehördlicher Beteiligung bei der Wahl gilt der damalige Präsident Lee Myung-bak als Drahtzieher hinter den illegalen Aktivitäten. Nach der Amtsenthebung  Park Geun-hyes wurde Won Sei-hoon zu einer  mehrjährigen Haftstrafe verurteilt.